# Stade Gaston Gérard
Stade Gaston Gérard este un stadion cu multiple utilizări din Dijon, Franța. Este folosit mai ales pentru meciurile de fotbal și este stadionul principal al echipei Dijon FCO. Capacitatea stadionului este de 15.995 de persoane.
O renovare a stadionului a început în 2016, menită să crească capacitatea la 20.000 de locuri. Finalizarea renovării era preconizată în vara lui 2017. Arhitectul proiectului este Jean Guervilly, iar costul total este de 19 milioane de euro.